# Homofòbia
|  | No s'ha de confondre amb Hemofòbia. |

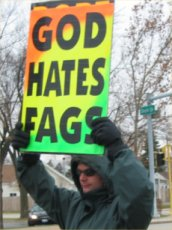
Manifestant amb un cartell homòfob.

L'homofòbia és l'aversió o discriminació contra les persones homosexuals. Sol implicar odi, hostilitat o desaprovació envers persones d'aquesta orientació sexual, i sovint, envers la idea mateixa de diversitat sexual. S'anomena "homòfoba" la persona que té aquest prejudici. S'utilitza l'adjectiu homofòbic(a) o homòfob(a) per a descriure aquesta actitud individual o per part de la societat i les seves institucions, tradicions i lleis. El terme va ser utilitzat per primera vegada pel psicoterapeuta George Weinberg el 1967. Va desenvolupar el concepte al seu llibre Societat i l'homosexual sa de l'any 1972, en el qual va definir l'homofòbia com «la por de trobar-se en proximitat d'homosexuals» Es tracta a l'inici d'un terme psiquiàtric que va difondre's a poc a poc a la sociologia i la criminologia.
De vegades s'usa el terme homofòbia per incloure altres manifestacions de prejudicis contra la diversitat sexual. S'ha proposat una terminologia més específica com bifòbia, l'aversió de bisexuals o transfòbia, l'aversió de transsexuals. També s'ha encunyat el terme LGBT-fòbia o heterosexisme per a designar l'aversió o discriminació contra tota forma de sexualitat no heterosexual.
El 2010 van registrar-se oficialment a Catalunya 52 delictes homòfobs. La fiscalia estima tanmateix que el 94% dels delictes homòfobs no es denuncien. Cada vegada més països inclouen l'homofòbia, o qualsevol discriminació per l'orientació sexual, en les lleis per lluitar contra la discriminació. i catalogats als delictes d'odi. Cada vegada més països consideren una motivació homòfoba com una circumstància agreujant en processos de dret penal. El Codi penal del 1995 de l'Estat espanyol defineix com a circumstàncies agreujants: «Cometre el delicte per motius racistes, antisemites o una altra classe de discriminació referent a la ideologia, religió o creences de la víctima, l'ètnia, raça o nació a la qual pertanyi, el seu sexe, orientació o identitat sexual, la malaltia que pateixi o la seva discapacitat.” La fiscalia de Barcelona va organitzar un Servei de Delictes d'odi i discriminació.

## Orígens
Els orígens de l'homofòbia cal cercar-los en les lleis o preceptes religiosos tendents a aconseguir que la gent tingui tants fills com sigui possible. Aquestes lleis sorgiren en societats petites demogràficament, però que havien de ser especialment bel·licoses per tal de defensar-se dels pobles enemics que els envoltaven, sovint molt més poderosos que ells. Amb l'objectiu d'afrontar les nombroses guerres que els calia sostenir amb aquests pobles veïns, interessava una contundent política natalista per tal de disposar de prou soldats que fornissin els exèrcits. Per aquest motiu les castes sacerdotals —gairebé en totes les èpoques i cultures al servei de les classes dominants de la societat— dictaren dures mesures que, per una banda, incentivaven la pràctica sexual, i, per l'altra, prohibien qualsevol manifestació de la sexualitat que no tendís a la reproducció. Hom pretenia, en definitiva, que no es perdés cap oportunitat de procrear.
La Bíblia hebrea o l'Antic Testament, amb l'objectiu d'incentivar la pràctica sexual, prohibeix, entre d'altres, la continència sexual dels hòmens, s'imposa la circumcisió dels nadons mascles o es preceptua que quan una dona esdevingui vídua es converteixi automàticament en una esposa més d'un dels germans del difunt, amb el qual haurà de procurar de tenir més fills. A més a més, es prohibia tota pràctica sexual no reproductiva, és a dir, qualsevol que no consistís en el coit vaginal en període fèrtil de la dona fins a l'ejaculació. Quedava doncs prohibida l'homosexualitat masculina, el coit anal o sodomia (també l'heterosexual), la masturbació (i per extensió el sexe oral), el coit interromput i, fins i tot, el coit vaginal durant la menstruació, atès que en aquests dies la dona no sol ser fèrtil.
La Bíblia no esmenta — en cap circumstància — l'avortament ni tampoc l'homosexualitat femenina o lesbianisme, potser perquè resultava innecessari que tot això fos condemnat, atès que el text bíblic complementa les prohibicions expressades anteriorment amb el masclisme més ferotge: la dona ha d'estar supeditada en tot i per tot a l'home.
Així que una nena arribava a l'edat núbil, la seva família la donava en matrimoni, sense que tingués —en general— cap possibilitat de triar el futur marit, al qual quedava sotmesa sense cap mena d'independència personal. En aquestes condicions, la condemna d'aquestes conductes era supèrflua, ja que —mancades de tota llibertat personal i amb els coneixements mèdics de l'època— cap dona podia plantejar-se d'avortar i tampoc gairebé cap que tingués orientació sexual lèsbica tenia gaire possibilitats de practicar actes homosexuals. En els casos en què alguns actes lèsbics s'arribessin a consumar —cosa que ningú està en condicions de descartar, encara que poguessin ser rars— resultaven innocus amb vista a la reproducció, ja que les lesbianes que poguessin actuar com a tals eren dones que havien estat obligades a casar-se amb un baró (o ho serien ben aviat) i —per tant— les hipotètiques pràctiques lèsbiques no les invalidaven com a mares (en canvi, sí que calia impedir que un home "malgastés" el semen amb un altre home). Aquest masclisme feia que s'acceptés la poligàmia i —en canvi— es rebutgés la poliàndria (segurament amb les guerres quedaven menys hòmens que dones) i que l'adulteri per part d'una dona -que es veia com qualsevol altra propietat del marit, es castigués amb la lapidació. A banda de l'onanisme o coitus interruptus, la Bíblia no condemna cap altre mètode anticonceptiu, per la senzilla raó que eren desconeguts.
Malgrat que aquesta mena de preceptes vulneren la més elemental llibertat personal, foren també adoptats —del tot o en part— per les dues altres religions monoteistes, que tenen com a base el judaisme: el cristianisme i l'islam. En el cas del cristianisme, aquest fet és —en certa manera— sorprenent, atès que Jesús de Natzaret amb prou feines es pronuncià sobre cap temàtica sexual, mai no condemnà les prostitutes i impedí que lapidessin una dona adúltera, tot blasmant l'actitud dels que la volien assassinar d'aquesta manera. Tal com queda reflectit en les seves epístoles, és Pau de Tars el veritable ideòleg del cristianisme, i qui introduirà aquests preceptes en la nova religió. Cal no oblidar que Pau de Tars era de formació farisaica (i havia estat fariseu), cosa que contrasta amb el fet que els fariseus haguessin estat l'escola de pensament judaic amb qui Jesús de Natzaret se sentia menys identificat i contra qui més malparlà. En canvi, el que Pau de Tars no incorpora pas al corpus normatiu cristià són les mesures tendents a incentivar la pràctica sexual, de tal manera que — a diferència del que passava en el judaisme clàssic — sota la influència del gnosticisme el celibat i la continència sexual esdevenen pràctiques que es consideraran lloables que, més endavant, faran possible els ordes monàstics cèlibes i el celibat sacerdotal.
Hi ha tres factors que poden explicar aquest fet. En primer lloc, en la societat del segle i, amb una Palestina integrada en l'Imperi Romà (i prèviament en el grec) potser ja no calia incentivar la natalitat, hom es podia permetre que un determinat percentatge d'individus no tinguessin fills; és potser la mateixa circumstància que explica que Jesús no parli a penes de sexualitat en la seva predicació. Els altres dos factors són la imitació de Jesucrist —considerat cèlibe— i l'obsessió malaltissa de Pau de Tars en contra del sexe, fet que explicaria que mentre s'obvien els preceptes tendents a incentivar la pràctica sexual, es manté la prohibició de les pràctiques sexuals no procreadores.
Pel que fa a l'islam, manté els antics preceptes bíblics, pràcticament sense modificació. Per tant, la gran expansió —tant territorial com social— que adquireixen aquestes dues grans religions i el fet de considerar la Bíblia com un llibre sagrat inspirat per Déu o fins "dictat" per Déu, fa arrelar fortament i àmpliament l'homofòbia tant al món occidental cristià com al món àrab musulmà. Fins al punt que, l'any 533, Justinià I, emperador romà d'Orient, estableix penes molt severes (concretament la castració i la mort a la foguera) per a qui practiqui la sodomia. Aquests càstigs els aplicarà després la Santa Inquisició fins a gairebé els nostres dies i en el món musulmà encara hi ha força països que castiguen la sodomia amb la pena capital o altres penes severes (vegeu el mapa de l'article homosexualitat).

## Homofòbia interioritzada
L'homofòbia interioritzada o homonegativitat interioritzada és la situació en la qual una persona lesbiana, gai o bisexual experimenta sentiments negatius cap a si mateixa pel fet de ser homosexual/bisexual. Aquest sentiment sovint dificulta el procés de formació de la pròpia identitat i pot suposar reptes psicològics per a aquestes persones. Es relaciona l'homofòbia interioritzada amb la baixa autoestima, la depressió i la desmoralització. A major nivells d'homofòbia interioritzada, és més probable que hi hagi menys obertura sobre la pròpia orientació sexual (sortida de l'armari) i menor sentiment de pertinença a la comunitat LGB. Així mateix, les persones amb majors índexs d'homofòbia interioritzada són més propenses a percebre l'entorn social local hostil envers les persones gais i lesbianes.
Una persona homosexual amb homofòbia interioritzada no accepta la seva condició d'homosexual i rebutja altres persones homosexuals. També pot denigrar la mateixa homosexualitat com a estil de vida acceptable i acceptar els estereotips socials sobre l'homosexualitat. D'altra banda, l'homofòbia interioritzada és també la falta de voluntat per revelar als altres la pròpia homosexualitat (sortida de l'armari) i la percepció de l'estigma associat amb ser homosexual.
S'ha observat que l'homofòbia interioritzada està correlacionada amb símptomes depressius i desmoralització. A més, en el homes gais també s'hi associa una baixa autoestima. Així doncs, quant més homofòbia interioritzada presenta una persona LGB, els símptomes depressius i la desmoralització són majors i, en els homes, l'autoestima menor (no s'han observat una correlació significativa en dones).
Cal destacar que aquestes correlacions no mostren una relació causal entre les variables. És a dir, les variables estan relacionades, però no s'ha provat que l'homofòbia interioritzada sigui causa d'aquests símptomes. S'estima que l'homofòbia interioritzada pot ser una causa subjacent d'angoixa psicològica (psychological distress).

### Discussió de les causes
Pot ser que l'homofòbia interioritzada estigui relacionada amb la depressió perquè contribueix a l'aïllament social (com a resultat de no ser fora de l'armari i l'escassa participació amb la comunitat), que pot causar sentiments de solitud i depressió. Una altra possibilitat és que l'angoixa psicològica provoqui sentiments d'insatisfacció cap a alguns aspectes de la mateixa persona, inclosa la pròpia orientació sexual.
Es creu que l'homofòbia interioritzada és conseqüència de l'exposició a la cultura heterosexista durant la infantesa. Percebre que el desenvolupament de la pròpia sexualitat no és conforme amb els models i normes, pot provocar que les persones LGB adoptin actituds negatives envers l'homosexualitat en les etapes de desenvolupament personal. Les actituds negatives cap a l'homosexualitat són incorporades en la pròpia imatge de la persona LGB, creant distorsions i reaccions psicològiques.

## Homofòbia institucional
- A l'alemanya nazi, el paràgraf 175 del codi penal criminalitzava tot acte homosexual. Molts homosexuals van morir als camps de concentració. Després de la segona guerra, les víctimes gais que van sobreviure no van obtenir indemnitzacions, com que eren considerades pels governs democristians postnazis com criminals de dret comú i no com víctimes d'un acte de discriminació.
- A l'Estat espanyol, durant el franquisme, el concordat del 1953 va donar el monopoli a l'Església catòlica en qüestions morals. L'actitud reaccionària del règim va manifestar-se el 1954 per l'esmena de la Ley de vagos y maleantes, per tal d'inclour-hi el gais.
- Al Regne Unit, el 1988, el tercer govern de Margaret Thatcher[14] va introduir la secció 28, 2A que fins a la seva abolició el 2003 va prohibir als poders locals de promoure la idea de l'acceptabilitat de l'homosexualitat per part de l'ensenyament o de publicacions. A més a més, va associar l'homosexualitat amb la dispersió de malalties a prevenir.[15]
- A l'estat del Vaticà «Actus homosexualitatis suapte intrinseca natura esse inordinatos. Legi naturali sunt contrarii. » (llatí)[16]
- Violació correctiva

## L'homofòbia en l'actualitat
| Homosexualitat legal Matrimoni homosexual1 Algun tipus d'unió civil1 Matrimoni reconegut però no realitzat1 Parella de fet Unions homosexuals no reconegudes | Homosexualitat criminalitzada/restringida Restriccions de llibertat d'expressió Pena sense aplicació Pena de presó Fins a cadena perpètua Pena de mort |

### Debat a les Nacions Unides
El govern de França, mitjançant el seu ambaixador a les Nacions Unides, va sol·licitar l'any 2008 que l'homosexualitat fos despenalitzada a nivell mundial a través d'una resolució no vinculant.
| «                      | Demanem als estats a prendre les mesures necessàries, legislatives i administratives, per assegurar que l'orientació sexual o la identitat de gènere no puguin ser, sota cap circumstància, motiu de persecussió penal, en particular, execucions, arrestaments o detencions | » |
| — Text de la resolució | |   |

En total, 66 països van votar a favor, incloent la Unió Europea i molts estats d'Amèrica Llatina, com Argentina, Brasil, Xile, Colòmbia, Cuba i Veneçuela.
Entre els països que no van firmar la resolució s'hi troben Estats Units, Xina, Rússia, El Salvador i els països de majoria musulmana. Els 57 països de la Conferència Islàmica i la Santa Seu, malgrat només tenir un estatus d'observadors, van ser especialment vocals en la seva oposició.
La postura del Vaticà va produir reaccions per part d'associacions LGBTi+. Es van organitzar protestes en diversos països, entre els quals hi havia Espanya.

## Tipus d'homofòbia
L'homofòbia presenta diversos formes o graus d'intensitat. Borrillo enumera els tipus:
- Homofòbia cognitiva: consisteix en el pensament que sosté que l'homosexualitat és antinatural, pecaminosa, inferior o indesitjable.
- Homofòbia afectiva: consisteix en tenir sentiments de rebuig cap als homosexuals i l'homosexualitat.[21]
- Homofòbia conductual: quan les formes d'homofòbia es presenten en la conducta.[22]
- Dins dels discursos homòfobs, troba quatre tipus:[23]
  - Homofòbia antropològica: afirma que el desenvolupament de les societats humanes va en contra de l'homosexualitat, sostenint que aquesta és un risc per a la civilització.
  - Homofòbia estalinista: afirma que l'homosexualitat és símptoma de la decadència del capitalisme i que en nom d'un humanisme proletari condemna l'homosexualitat.
  - Homofòbia nazi: sosté una preocupació per la població aria i condemna l'homosexualitat en raons morals i biològiques.
  - Homofòbia liberal: una forma de l'homofòbia que pot permetre o no l'homosexualitat en l'àmbit privat però no el permet en l'àmbit públic.[21] És una vessant homòfoba que tolera l'homosexualitat mentre es mantingui oculta. Així, defenen que l'Estat es limite a respectar la seua vida privada, sense donar-los més importància en les institucions (és a dir, sense que puguen fer quelcom en la vida pública).[24]

## Conseqüències de l'homofòbia
La població LGBT és un dels grups amb més risc de tindre conducta suïcida a causa dels problemes de salut mental que porta l'estigma i discriminació d'una societat homòfoba. Els problemes de salut mental solen ser abús de substàncies, depressió clínica, aïllament social, conflicte amb els pars i la victimització, tots aquests implien risc de conducta suïcida.
Un informe de l'American Foundation for Suicide Prevention del 2014 trobà que les persones transgènere o que no es conformen amb un gènere tenien una superior prevalència d'intentar suïcidar-se respecte a les persones que no.

## Lluita contra l'homofòbia[calcitació]

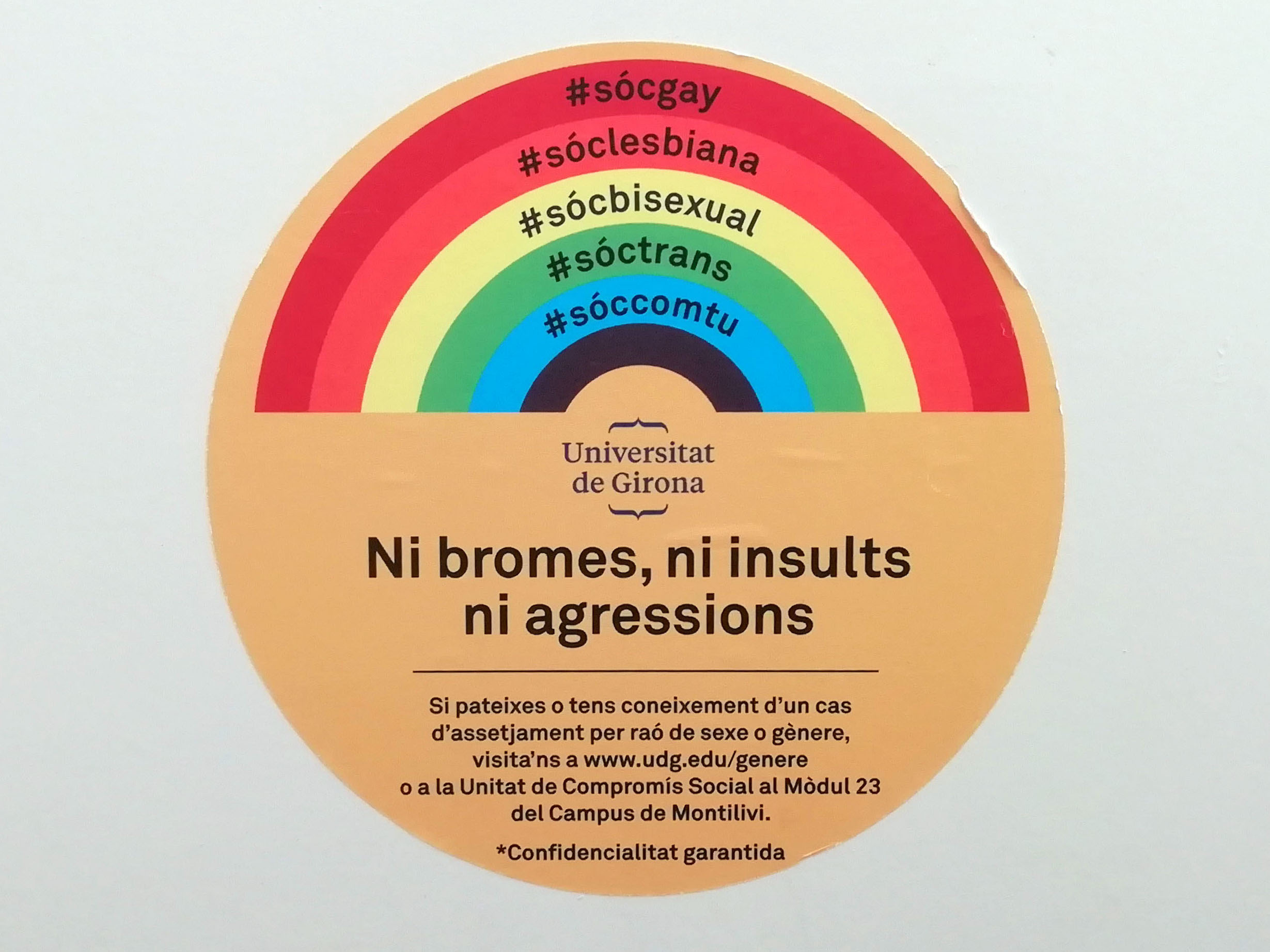
Adhesiu sobre el Protocol contra l'assetjament de la Universitat de Girona.

A Catalunya, el Front d'Alliberament Gai de Catalunya organitza l'Observatori contra l'homofòbia al qual les víctimes poden adreçar-se per trobar ajuda personal o per internet. Segons el cas, organitza aleshores accions contra l'entitat homofòbica, ajuda la víctima en els seus contactes amb la policia o sensibilitza la societat.

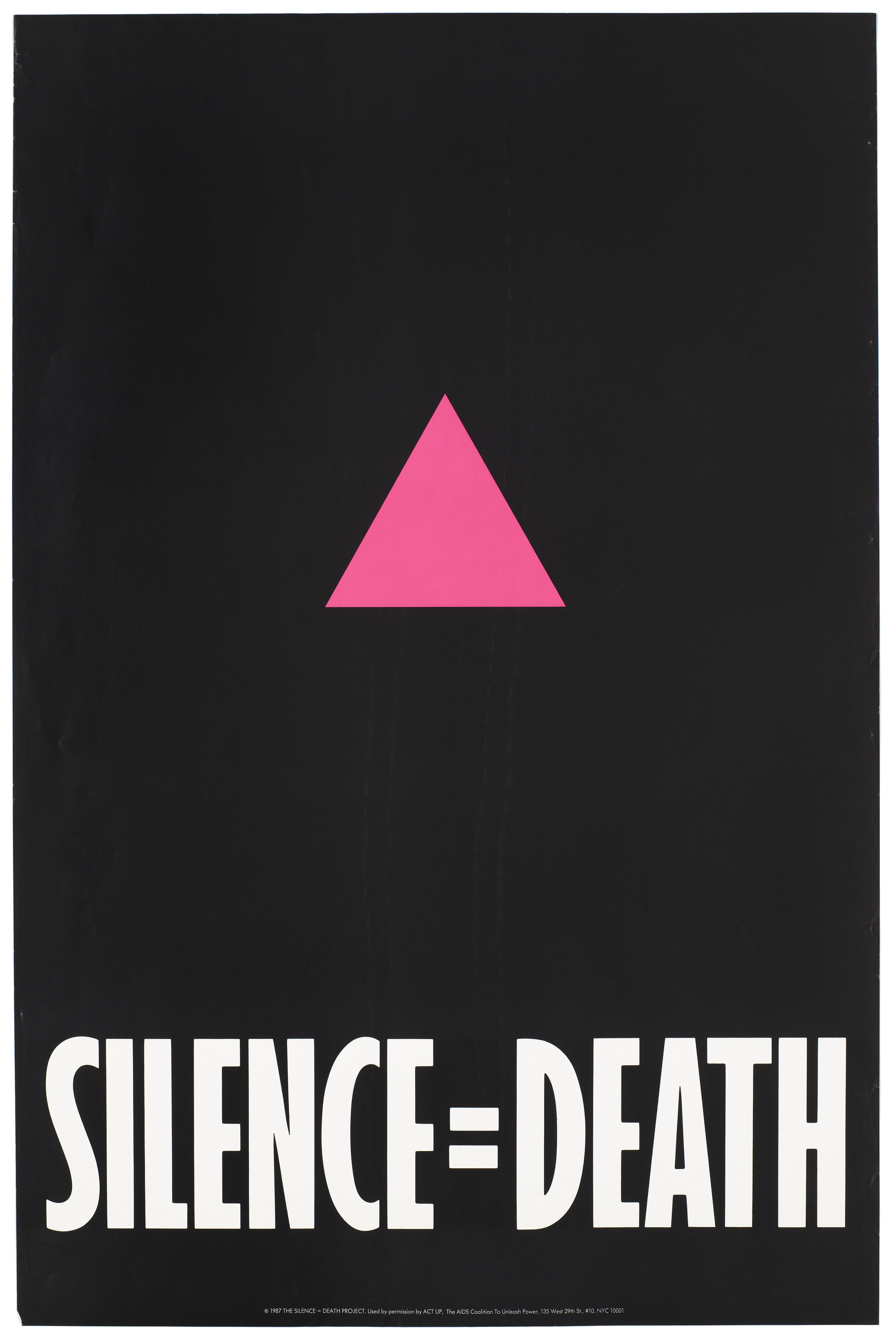
«Silenci = Mort». El triangle rosa es va establir com a símbol progai per part d'activistes als Estats Units durant la dècada dels setanta. El triangle rosa, generalment col·locat en vertical i no invertit, fou un intent conscient de transformar un símbol d'humiliació en un de solidaritat i resistència. Al principi de l'epidèmia de la sida, era un símbol d'orgull gai i d'alliberament.

## Homofòbia a Espanya
Autors com Alberto Mira (1965–) i Daniel Borrillo (1961–) empren el terme homofòbia liberal per referir-se a un tipus d'homofòbia prevalent en la societat espanyola des de la dècada de 1980 i hereva de l'homofòbia de l'esquerra del segle xx que es caracteritza pel «sí, però...»: es tolera benvolentment l'homosexualitat, a condició del silenci de la condició homosexual, de l'assimilació i de l'acceptació de la «normalitat» del model heterocentrista, «pel seu propi bé». Es critica l'exhibició de les «plomes» per la seva visibilitat, qualsevol marca de subcultura o estètica LGBT i, per descomptat, les manifestacions al carrer. Qualsevol transgressió d'aquesta norma és rebutjada com «victimista», «consciència de gueto», «activista» o «proselitista».
La portaveu de Castelló de la Federació Estatal de Lesbianes, Gais, Trans i Bisexuals va dir que hi hagueren cinc suïcidis a la província de Castelló el 2018, dada que va ser desmentida per la mateixa Federació poc després. Un funcionari del Registre Civil de Múrcia va exigir el 2018 el document del centre de fertilitat a una parella lesbiana, implicant un possible un greuge comparatiu. Un altre cas d'homofòbia fou l'anunci comercial de Snickers on l'influenciador Aless Gibaja perdia la ploma després de prendre una barra de xocolata de la marca. La campanya va haver de ser eliminada per les dures crítiques que va rebre.

## Termes similars
- Homonegativitat: és un terme recent en la teoria sociològica que descriu actituds negatives envers les persones homosexuals.[32]